# Диван (мебел)
Вижте пояснителната страница за други значения на Диван.
Дива̀нът (също диванче, канапѐ, канапѐнце, кушѐтка, со̀фа) е вид мека мебел, предназначена за сядане и отдих. Диванът може да се види в хола на жилище или във фоайе на хотел. Покрит е с текстил или кожа в разнообразни цветове. Най-малките дивани са предназначени за двама души. Съществуват ъглови дивани и разтегателни дивани, които стават на легло.

## Етимология
Думата „диван“ е от персийски произход и означава канцелария. Покрай стените на арабските канцеларии са стояли дивани, представляващи ниски тапицирани скамейки (миндери).